# Lintneria phalerata
Lintneria phalerata là một loài bướm đêm thuộc họ Sphingidae. Loài này có ở Argentina và Bolivia.
Chiều dài cánh trước khoảng 40–45 mm. Cá thể trưởng thành được ghi nhận từ tháng 1 tới tháng 3 và vào tháng 11.
Ấu trùng có lẽ ăn các loài Lamiaceae (như Salvia, Mentha, Monarda và Hyptis), Hydrophylloideae (như Wigandia) và Verbenaceae (như Verbena và Lantana).